# Дом Наркомтруда
Дом Наркомтруда — дом в Харькове на Мироносицкой улице, 1. Первоначально вмещал Народный комиссариат труда УССР, а в последние годы — Экономический факультет Харьковского университета. Памятник градостроительства и архитектуры местного значения. Разрушен российским ракетным ударом 2 марта 2022 года в ходе боев за Харьков.

## История
Данные о времени строительства и имени конструктора противоречивы. Согласно исследованиям Виктора Чепелика, автором дома был архитектор Сергей Тимошенко (предыдущие исследователи называли имя Павла Кушнарёва). Существует версия, что здание было возведено ещё в 1916 году по проекту Тимошенко для 1-го высшего начального училища, а в 1925 (по другим данным, 1927) году достроен Кушнарёвым под административную функцию — для Народного комиссариата труда. Известно, что в 1928 году Наркомтруд уже числился по этому адресу.
В 1960—1970-х годах были демонтированы некоторые детали дома, в частности балконы, представляющие угрозу во время массовых праздников.
В 1943 году, после освобождения Харькова от нацистов, в здании размещался Харьковский областной комитет КП(б)У до завершения его собственного здания. Некоторое время дом занимала одна из структур Харьковского обкома ЛКСМ, а затем Экономический факультет Харьковского университета.
На 2018 год техническое состояние дома было в целом удовлетворительным.
Утром 2 марта 2022 года здание было разрушено российским обстрелом вместе с расположенным рядом зданием областного управления полиции и СБУ (одним из крупнейших харьковских зданий сталинских времен). Ракетный удар и нанесенный им пожар частично уничтожили фасады, кровлю, окна и интерьеры дома.

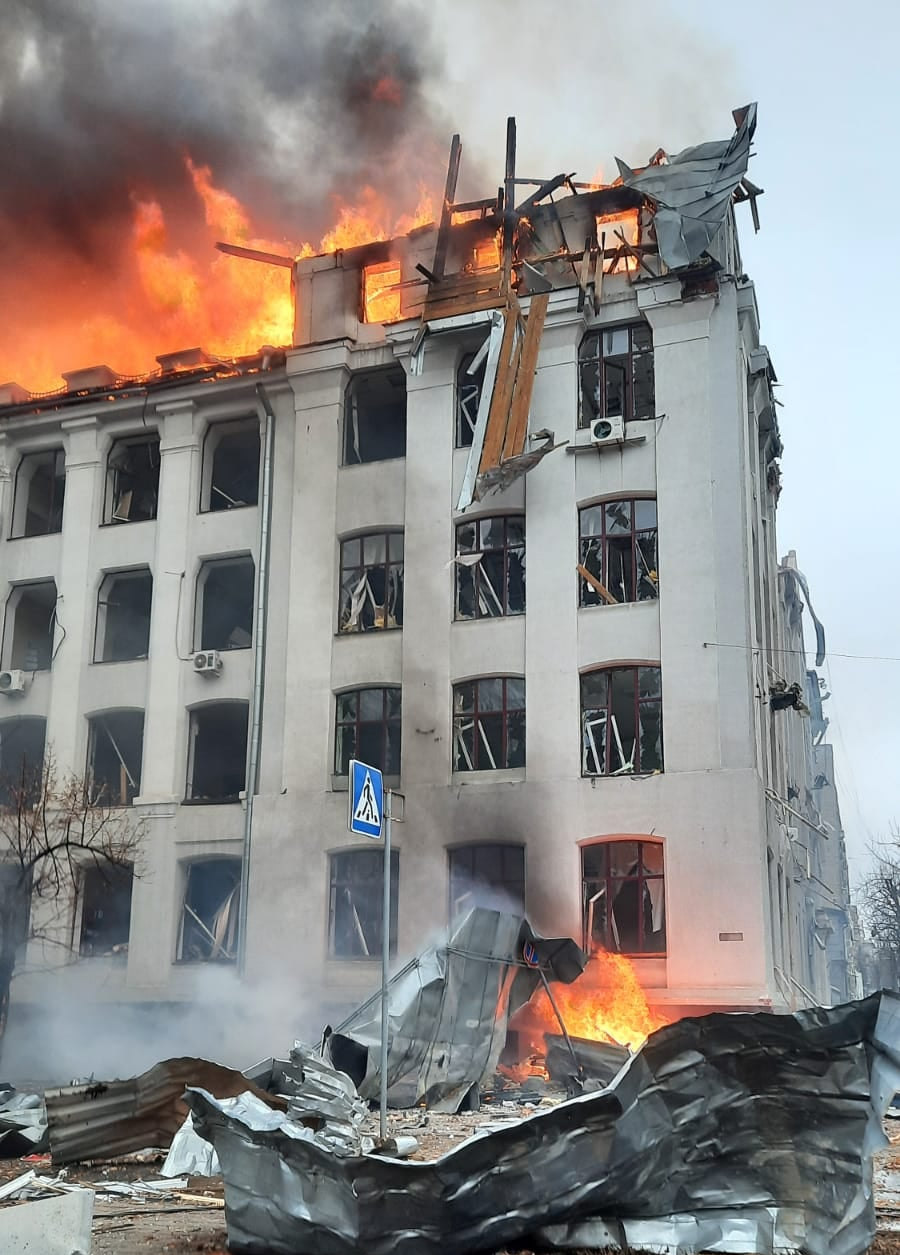
После ракетного удара россиян
2 марта 2022 года

## Описание
Дом 4-этажный с цокольным этажом, в плане П-образный. Над обоими стыками корпусов было по одноэтажной башне. Расположен на пересечении улиц Мироносицкой и Жён Мироносиц. Средней частью выходит на улицу Жён Мироносиц, за которой лежит сквер Победы. Корпус, выходящий на Мироносицкую, отличался большим вестибюлем и двухсторонним расположением помещений.
Несущие стены состоят из глиняного кирпича, перекрытия — из железобетона, крыша была металлической на деревянных стропилах. Аутентичные деревянные окна постепенно пришли в аварийное состояние, и в 2013 году окна уличных фасадов заменили металлопластиковыми.
По оценке Л. В. Раенко (2012), дом сочетает формы украинского модерна и неоампира, «переплавленные в огне монументального рационализма». По мнению О. А. Швиденко (2018), стиль дома представляет переход от украинского модерна к модернистским поискам и сочетает черты украинского народного жилья с эстетикой железобетонной конструкции.